# Неуролептички малигни синдром
Неуролептички малигни синдром је ретка, али по живот опасна идиосинкразијска реакција на неуролептичку терапију. Синдром је окарактерисан грозницом, укрућеношћу мишића, променом менталног стања и аутономном дисфункцијом.
Иако јачи антипсихотици (типично халоперидол или флуфеназин) чешће изазивају синдром, сви неуролептички агенси, типични и атипични, могу изазвати овај поремећај. На пример, ови агенси су били повезани са малигним синдромом: прохлорперазин (компазин), прометазин (клозарил) и рисперидон (рисполепт). Малигни неуролептички синдром такође може да буде изазвани и не-неуролептичким агенсима који блокирају централне допаминске путеве, као што су метоклопрамид (реглан), амоксапин (асцендин), као и и литијум.

## Патофизиологија
Малигни неуролептички синдром (МНС) карактеризован је екстремним ригидитетом мускулатуре, повишењем вредности серумске фосфокиназе (ЦПК), те фебрилитетом уз честе упалне инфилтрате плућа и високом стопом морталитета. Најчешће је изазван неуролептичком терапијом. Приказан је случај 34-годишњег болесника с примарном дијагнозом схизофреније трајања девет година, који је током 16-e хоспитализације развио МНС са смртним исходом. У ранијем току болесник је лечен атипичним неуролептиком клозапином уз периодичку примену стандардног неуролептика у депот облику. Трећи дан након додатка пероралног приправка стандардног неуролептика флуфеназина болесник развија МНС. Клинички је регистован генерализирани ригидитет, фебрилитет, профузно знојење, тахикардија и знаци бронхопнеумоније десно. У два наврата учињеним рентгенограмима плућа није верифицирано радиолошких знакова патолошког супстрата. Лабораторијском обрадом приказано је повишење вредности ЦПК. Током претходне две хоспитализације забележене су такође повишене вредности ЦПК, без знакова МНС. Упркос предузетим мерама лечења уз сарадњу лекарског конзилијума и сву расположиву терапију (промптно искључење неуролептика, бромокриптин, миорелаксанси, интензивна нега), те континуирану консултацију с експертима струке, након дванаест дана дошло је до леталног исхода. Постмортално учињеном патолошком обрадом утврђен је врло импресивни билатерални хеморагијски пнеумонички инфилтрат као иницијалнио узрок смрти. Иако ретка компликација терапије неуролептицима и другим лијековима, МНС упркос адекватно проведеној доступној терапији, циљаним и симптоматским мерама лечења уз интензивну негу, нажалост, често завршава фатално. Стога МНС захтева перманентна истраживања, међу осталим и генска, рану дијагнозу, адекватну терапију, размену клиничких искустава и што је нарочито значајно — рационалну употребу антипсихотика.